# びわ湖放送
びわ湖放送株式会社（びわこほうそう、Biwako Broadcasting Co., Ltd.、BBC）は、滋賀県を放送対象地域としたテレビジョン放送事業を行っている特定地上基幹放送事業者である。滋賀県が筆頭株主の第3セクター。近畿地方で唯一、中日新聞に関係を持つテレビ局。

## 概要
どの系列にも属さない独立放送局で、全国独立放送協議会に加盟している。近畿広域圏ではテレビ東京系列局のテレビ大阪の放送対象地域が大阪府のみで、滋賀県内では大半の地域で同局を受信できないことから、それを補完するようにテレビ東京系列の番組を大量に購入して放送している（近畿地方では、奈良県の奈良テレビや和歌山県のテレビ和歌山も同様）。ただし、『ワールドビジネスサテライト』を除いて、同時ネットであってもCMは差し替えている。
番組編成の特徴として、自社制作番組の優先度が高いことが挙げられる。各番組の放送時間は原則として固定されているため、テレビ東京からのネット受け番組が特別番組として放送時間を拡大する場合であっても、特別番組を休止して自社制作番組を優先する。
後述の通り、かつては平日に1時間以上の自社制作による帯番組が放送されていたが2023年現在は平日に30分以上自社制作による帯番組は放送されていない。また、サブチャンネルを用いたマルチ編成も定時番組では行っていない。
1980年代初めまでは主に夕方から夜間にかけてしか放送を行わなかったが、1982年4月から早朝の情報ワイド番組『おはようびわこ』の開始を皮切りに7:00 - 8:30（後に9:30前後まで）の朝の部の放送を開始し、中断を挟んで17:00頃から夜の部を再開するという形態で放送していた時期があった。
1990年代までは、小学校3年生を対象とする学校向けの教育番組（『まほうのちず』など）が放送されていた。毎年7月から翌年3月にかけて放送され、何度も再放送が行われていた。また、学校では事前に小学3年生にこの番組についてのテキストが配布されていた。
2009年10月1日には、「アミンチュてれびBBC」というステーションコピーを制定した。「アミンチュ」とは「淡海人」を沖縄語的に読んだもので、滋賀県民を指す造語である。
日本の独立テレビ単営局で唯一、社名に「テレビ（ジョン）」がつかない。
1980年1月1日の01:00から、新春特別番組『'80年未来をこの手に!』（TBSテレビ製作、ライオン油脂とライオン歯磨の合併記念番組『ライオンスペシャル』として1社提供）が当社を含む民間放送テレビ全社で放送される予定であったが、当社のみ放送を中止した。当社では当初、担当の広告代理店である電通からの打診に対し一旦ネットを了承したものの、後になってネット受けを拒否した。これは当時琵琶湖の環境問題でリンを含んだ合成洗剤が問題になっており、「洗剤メーカーがスポンサーの番組を放送すること」に筆頭株主である滋賀県が難色を示したためとされている。当時「たった1社の反乱」と呼ばれた。

### 略称の「BBC」について
前述の通り、略称には「Biwako Broadcasting Co., Ltd.」より採った「BBC」を使用している。この略称はイギリスの英国放送協会（The British Broadcasting Corporation）と同じもので、滋賀県民を中心に両者を混同したりそのことをギャグのネタにしたりすることがあり（“日本のBBC”と称されることもある）、びわ湖放送自身も自社制作番組『藤井組TV』でネタにするほどである。混同を防ぐため、県外ではBBCびわ湖放送と社名併記が多い。

## 事業所
出典 
- 本社 - 〒520-8585 滋賀県大津市鶴の里16番1号
- 東京支社 - 〒104-0061 東京都中央区銀座5丁目11番14号 ポスコ東京ビル3階
- 大阪支社 - 〒530-0002 大阪府大阪市北区曽根崎新地1丁目1番49号 梅田滋賀ビル12階

### 関連企業
- 株式会社ビー・ビー・シー・サービス[1] - 本社・演奏所と同一

## 資本構成
企業・団体は当時の名称。出典：
放送局は新聞社（地方紙）と関係が深いことが多いが、びわ湖放送の場合は県内で唯一の地元紙を発刊していた滋賀日日新聞社を京都新聞社が1979年4月に吸収合併して以降、県内に本社を置く地方新聞社が日本で唯一存在しない。この事情から、地元を代表するマスメディアとして報道に積極的に取り組んでいる。なお、びわ湖放送の株主には東隣の岐阜県を地盤とする中日新聞社が名を連ねている（中日新聞は滋賀県内においても、中部地方寄りの彦根市・長浜市などでは一定のシェアを持つ）。

### 2021年3月31日
| 資本金   | 発行済株式総数 | 株式数 |
| -------- | -------------- | ------ |
| 8000万円 | 920,438株      | 48     |

| 株主           | 株式数    | 比率   |
| -------------- | --------- | ------ |
| 滋賀県         | 180,878株 | 19.65% |
| 中日新聞社     | 080,396株 | 08.73% |
| 滋賀銀行       | 045,000株 | 04.88% |
| 京都新聞社     | 040,000株 | 04.34% |
| テレビ東京     | 040,000株 | 04.34% |
| 関西電力       | 040,000株 | 04.34% |
| 綾羽           | 040,000株 | 04.34% |
| 近江鉄道       | 040,000株 | 04.34% |
| 平和堂         | 040,000株 | 04.34% |
| 関西みらい銀行 | 040,000株 | 04.34% |

## 沿革
- 1971年（昭和46年）
  - 5月14日 - テレビ放送予備免許交付。
  - 5月22日 - 会社設立。
- 1972年（昭和47年）4月1日 - テレビジョン本放送開始（呼出符号：JOBL-TV）。日本テレビ・フジテレビ・日本教育テレビ（現在のテレビ朝日）の準キー局未ネット分を中心に番組を編成。同日には、同じ独立放送局のテレビ神奈川（tvk）も開局。
- 1975年（昭和50年）3月31日 - 1969年（昭和44年）10月1日以来東京12チャンネル（現在のテレビ東京）の番組をネットしていた毎日放送（MBS）が、ネットチェンジにより番組を打ち切る。以来、現在にいたるまでテレビ東京（TXN）系列の番組を中心に編成しているが3局の番組のネットもわずかながら継続している。
- 1980年（昭和55年） - 特別番組『よみがえれ琵琶湖』で日本民間放送連盟賞受賞。
- 1982年（昭和57年） - 朝の情報番組『おはようびわこ』開始で、早朝の放送を開始。
- 1986年（昭和61年） - 『びわ湖ほのぼの大賞』スタート。
- 1989年（平成元年） - 音声多重放送を開始[* 11][* 12]（呼出符号：JOBL-TAM）。
- 2006年（平成18年）
  - 8月1日 - アナログ放送・デジタル放送統合マスターに切替。同時に地上デジタル放送の試験放送開始。
  - 10月1日 - 地上デジタル放送開始（呼出符号：JOBL-DTV）[* 13][12]。
- 2008年（平成20年）3月11日 - 自社制作番組でのハイビジョン放送を開始。それに伴い、スタジオ設備、副調整室の機材更新される。
- 2009年（平成21年）10月1日 - ステーションキャッチコピー「アミンチュてれびBBC」を制定。
- 2011年（平成23年）7月24日 - 12時（正午）をもってアナログ放送終了。

## 主な放送番組
※ 放送時間は2025年（令和7年）1月時点のもの
太字は字幕放送（自社番組のみ記載）。

### 自社制作番組
帯番組
- 淡海をあるく（再放送）（月曜 - 木曜 2:40 - 2:45、金曜 2:25 - 2:30、土・日曜 3:00 - 3:05）※字幕放送
- とびおきSHIGA（毎日 6:50 - 6:55）
- みんな de 健康体操（月曜 - 金曜 8:00 - 8:05）
- ニュース滋賀いろ（月曜 - 金曜 17:25 - 17:40）
- しらしがテレビ（月曜 - 金曜 17:40 - 17:45）[15] - 2018年11月4日の放送からは、AIアナウンサーを起用している[16]。
- 6時だよ!知ったかぶりカイツブリにゅーす（月曜 - 木曜 18:00 - 18:10）
- BBCニュース（月曜 - 金曜 18:15 - 18:20、土曜・日曜 18:00 - 18:05、毎日 21:54 - 22:00）

火曜日
- 輝け!湖国のアスリート（18:20 - 18:25）

木曜日
- オウミDEダンス（18:20 - 18:25）

金曜日
- 手話タイム プラスワン（18:00 - 18:10）[15]
- 日本まんなか直送便プラス（18:10 - 18:15）
- 守山ニュース（第1・第3週 18:20 - 18:25、守山市広報番組）[17]
- 草津スケッチ（第2週 18:20 - 18:25、草津市広報番組）[18]
- 金曜オモロしが（19:00 - 20:20）

土曜日
- ぐるっとびわ湖（6:55 - 7:00、CMも字幕放送対象）
- 湖国のグルメ（最終週を除く 18:10 - 18:15）
- 湖国びより（最終週 18:10 - 18:15）
- 琵琶湖まんだら（18:15 - 18:30）
- 滋賀経済NOW（22:00 - 22:30）

日曜日
- 光ル☆おおつ（18:15 - 18:30、大津市広報番組）[19]

不定期
- 滋賀県議会ダイジェスト[20]
- 滋賀県議会委員会活動リポート[20]
- 県議会リポート[20]
- おせっかいでスンマセ〜ン!宮川大輔の街道てくてく

### 独立局の番組
制作局もあわせて表記。
- 釜本邦茂の目指せ!!クラウン!17（日曜 2:30 - 3:00（土曜深夜）、KBS京都）
- 比叡の光（日曜 7:45 - 8:00、KBS京都）※製作局のKBS京都より先に放送
- てっぺんとったるで!（KBS京都と共同制作、びわ湖放送では、放送終了）
- BBCライオンズアワー（テレビ埼玉）
  - 西武グループの近江鉄道が大株主である関係で、埼玉西武ライオンズの主催試合を中心にしばしば放送している。
  - 2002年頃まではテレビ埼玉制作の『TVSライオンズアワー』を優先した上で、同局での放送がない日もJ SPORTS[* 14]制作の『J SPORTS STADIUM』をネットして放送するなど、主催試合は毎日のように放送していた。主催試合は最大で23時過ぎまで放送を延長していたが、翌年の2003年より試合数を大幅に減らすと共に最大延長時間も22時前後に短縮された。この他にも、福岡ソフトバンクホークス（当時はダイエー）主催の西武戦も、テレビ埼玉とTVQ九州放送の共同制作の中継を年に数試合ネットしていた（放送時間の延長はなし）。また、1990年頃はテレビ朝日制作のデーゲームも同時ネットした。なお、テレビ埼玉では西武のビジター試合ではタイトルが『TVSヒットナイター』となるが、当局では『ライオンズアワー』のまま放送する。
  - 西武は大津市にある皇子山球場でも年に数試合主催ゲームを開催しており、2011年に2試合（うち、1試合はノーゲーム）、2012年に1試合を放送した[* 15]。なお、びわ湖放送が自ら中継を制作したことはない。

### テレビ東京系列番組

#### 同時ネット
テレビ東京で字幕放送を行っている番組では、当局でも実施している。
先述のように、『ワールドビジネスサテライト』以外は同時ネットであってもローカルセールス扱いとなり、CMは差し替えられている。提供クレジットも、テレビ東京においてスポンサー付きの同時ネット番組では、ブルーバックや番組ロゴ等を表示して差し替えられ（2011年8月よりハイビジョン対応）、テレビ東京・当局共にノンスポンサーの番組では、提供ベースを流さずにスポットCMに差し替える。
休止された番組の多くは返上となり、振替放送は行われないが、一部の番組において通常の時間枠および週末・祝日などの昼に、過去に未放送だった回を遅れて放送するなどの例外はある。
帯番組
- ゆうがたサテライト（16:54 - 16:59）
- やさしいニュース（16:59 - 17:25、テレビ大阪）
- ワールドビジネスサテライト（月曜 - 木曜 22:00 - 22:58、金曜 23:00 - 23:58）
- スポーツ リアライブ〜SPORTS Real&Live〜（月曜 - 木曜 23:55 - 24:00、金曜 23:58 - 翌0:15、日曜 22:54 - 23:20）

月曜日
- YOUは何しに日本へ?（18:25 - 20:00）
- JAPANをスーツケースにつめ込んで!（20:00 - 20:54）
- 世界!ニッポン行きたい人応援団（20:54 - 21:54）
- ドラマプレミア23（23:06 - 23:55）

火曜日
- 火曜エンタ（18:25 - 19:54）[* 16]
- ありえへん∞世界（19:54 - 20:54）[* 16]
- 開運!なんでも鑑定団（20:54 - 21:54）[* 17]
- LIFE IS MONEY〜世の中お金で見てみよう〜（23:06 - 23:55）

水曜日
- ソレダメ!〜あなたの常識は非常識!?〜（18:25 - 19:54）
- ワンにゃフル物語（19:54 - 21:00）
- 何を隠そう...ソレが!（21:00 - 21:54）
- あちこちオードリー（23:06 - 23:55）

木曜日
- タクシー運転手さん一番うまい店に連れてって!（18:25 - 19:58）
- 有吉の深掘り大調査（19:58 - 20:54）
- ナゼそこ?+（21:00 - 21:54）
- 日経スペシャル カンブリア宮殿（23:06 - 23:55）

金曜日
- じっくり聞いタロウ〜スター近況（秘）報告〜（0:00 - 0:30（木曜深夜））
- 所さんの学校では教えてくれないそこんトコロ!（20:00 - 21:00）
- ドラマ9（21:00 - 21:54）
- 日経スペシャル ガイアの夜明け（22:00 - 22:55）

土曜日
- 土曜スペシャル（18:30 - 19:54）[* 18]
- 出川哲朗の充電させてもらえませんか?（19:54 - 20:55）[* 18]

日曜日
- 日曜ビッグバラエティ（18:30 - 20:50）
- 家、ついて行ってイイですか?（20:50 - 21:54）
- 有吉ぃぃeeeee!そうだ!今からお前んチでゲームしない?（22:00 - 22:48）[* 19]

その他
- ALWAYS Baseball（プロ野球中継。テレビ東京やテレビ大阪制作のものを使用）
- ナマ虎スタジアム（火曜 18:25 - 20:54、土曜 18:30 - 20:54、テレビ大阪）
  - 2003年より、西武戦に加えて阪神タイガース戦も放送している（奈良テレビやテレビ和歌山でも同時ネット）。
  - セ・パ交流戦の西武対阪神戦の中継の実績もあり、2005年6月14日にはテレビ大阪制作のものを（テレビ埼玉では未放映）、16日には『BBCライオンズアワー』としてテレビ埼玉制作のものを放送した[* 20]。2006年の同一カードは他局で放送されたが、2007年にもテレビ埼玉制作の西武対阪神戦1試合を『BBCライオンズアワー』としてネット受けした（サンテレビ・KBS京都もネット受け）[* 21]。

#### 時差ネット
遅れネットの番組では字幕放送は行わないが、年末年始の番組ではテレビ東京から数日以内に遅れて放送の場合に限り行われる（提供クレジットはブルーバックで差し替え）。
帯番組
- 大江戸捜査網（再放送）（月曜 - 金曜 8:35 - 9:35）
- シナぷしゅ（月曜 - 金曜 16:29 - 16:54）
- 正解の無いクイズ（月曜 - 水曜 17:45 - 18:00）

月曜日
- 姪のメイ（0:00 - 0:30（日曜深夜）、木ドラ24）
- 二軒目どうする?〜ツマミのハナシ〜（1:00 - 1:30（日曜深夜））
- SAKAMOTO DAYS（2:00 - 2:30（日曜深夜））
- BLEACH 千年血戦篇 －訣別譚－（2:30 - 3:00（日曜深夜））
- ファンファンキティ!（7:00 - 7:30）
- 昼めし旅 〜あなたのご飯見せてください!〜（12:00 - 12:30）

火曜日
- 40までにしたい10のこと（ドラマ24、0:00 - 0:30（月曜深夜））
- あのちゃんの電電電波♪（1:00 - 1:30（火曜深夜））
- イニミニマニモ（7:00 - 7:30）
- おとな旅あるき旅 傑作選（12:00 - 12:30、テレビ大阪）

水曜日
- 初耳怪談（1:00 - 1:30（火曜深夜）、テレビ大阪）
- 没落予定の貴族だけど、暇だったから魔法を極めてみた（1:30 - 2:00（火曜深夜））
- ひみつのアイプリ（7:00 - 7:30）
- ハロドリ。（12:00 - 12:30）

木曜日
- 雨上がりの僕らについて（0:00 - 0:30（水曜深夜）、ドラマNEXT）
- 激推し!今夜もドル箱（1:00 - 1:30（水曜深夜））
- シャドウバースF（7:00 - 7:30）
- 新美の巨人たち（12:00 - 12:30）
- 片っ端から喫茶店（17:45 - 18:00、テレビ大阪）

金曜日
- じっくり聞いタロウ〜スター近況（秘）報告〜（0:30 - 1:00（木曜深夜））
- ゴッドタン（1:00 - 1:30（木曜深夜））
- ウルトラマンアーク（7:00 - 7:30）
- 男子ごはん（12:00 - 12:30）
- 紙とさまぁ〜ず（17:45 - 18:10）
- おとな旅あるき旅（18:25 - 18:55、テレビ大阪）[21]

土曜日
- しまじろうのわお!（7:30 - 8:00、テレビせとうち）
- 洋子の演歌一直線（10:30 - 11:00）
- 昼めし旅（13:30 - 14:00）
- 出没!アド街ック天国（15:00 - 15:55）
- やすとものどこいこ!?（21:00 - 21:54、テレビ大阪）
- 知られざるガリバー（23:00 - 23:30）
- 量産型ルカ -プラモ部員の青き逆襲-（23:30 - 翌0:00、木ドラ24）

日曜日
- ぴったり にちようチャップリン（0:00 - 0:25（土曜深夜））
- ジョフウ ～女性に××××って必要ですか？～（0:30 - 1:00（土曜深夜）、ドラマチューズ!）
- THE フィッシング（5:50 - 6:20、テレビ大阪）
- パウ・パトロール（8:30 - 9:00）
- ポケットモンスター（9:30 - 10:00）
- 遊☆戯☆王ゴーラッシュ!!（10:00 - 10:30）
- アップグレードゴルフ（10:30 - 11:00）
- 大阪おっさんぽ（12:00 - 12:55、テレビ大阪）
- ソロ活女子のススメ5（23:30 - 翌0:00、、水ドラ25）

### その他の番組
- モーターゾーンTV（水曜 0:00 - 0:30（火曜深夜））
- キャンピングカーでチルり旅（金曜 13:00 - 14:00、BSJapanext）
- 勇さんのびわ湖カンパニー（土曜 0:15 - 1:10（金曜深夜））[22][23]
- ケンコバのバコバコナイト（土曜 1:30 - 2:25（金曜深夜） ダイフク企画）[* 22]
  - ケンコバのバコバコテレビ（前身）
- ライフ・ライン（土曜 8:00 - 8:30）
- あいコムランド（毎月第2・第4週土曜 9:30 - 10:00 あいコムこうか）
- 平山みきの♭(ふらっと)びわ湖（土曜 15:55 - 16:00、再放送：日曜 18:05 - 18:10）
- 童謡コーラス名曲大合唱&みんなの音楽会テレビ（日曜 7:30 - 7:45）
- 高校野球滋賀大会中継

高校野球の予選期間中。準々決勝から放送。
- 高校野球ハイライト（高校野球予選期間中の 22:00 - 22:54）

高校野球滋賀大会の当日試合をダイジェストで放送。
- 高校野球リレー中継

朝日放送テレビ制作。土曜日、準々決勝以降を除く11時台後半 - 14時前後にリレー中継。
- 高校サッカー中継

毎年1月 日本テレビ系列（NNN）を中心とした民放43社の共同制作。
- 高校ラグビー大会中継

毎年1月 TBSテレビ系列（JNN）を中心とした民放44社の共同制作。

## 終了した主な番組

### 自社制作
- ACTIVE MAGAZINE
- フリータイムジョッキー
- さんちゃんすうちゃん算数教室
- まほうのちず
- ことばのたんけん
- しぜんのふしぎ
- 算数だいすき
- ことばはともだち
- 子供プラス1
- 〜近江〜 その歴史と現代
- 近江風土記→新 近江風土記→続 近江風土記
- 春海の近江人散歩（滋賀県にゆかりのある人物と対談する番組。黒田春海が司会）
- ビバクイズ
- おはようびわこ (L)
- ニュース&情報新!呼吸ぶるるるぶびわこ
- ぶるるるぶびわこ
- 情報缶詰P-KAN（『RADIO-izm』初期DJの宅麻仁が司会を務めた番組）
- ニュース&情報びびっとびわこ
- ニュースDAN!!
- ニュースウェーブSHIGA
- BBCニュース22/ニュース22金曜版
- 意味深ホームルーム
- イエローナイトフィーバー
- カオスパーティー
- とくとくTVショッピング
- ハーティーミュージック
- びびっとビーム
- びびっとモーニング
- 教育ウィークリーリポート
- 地域情報プレゼンター びびドキッ!
- とっておき滋賀545（2009年に放送された夕方のニュース番組。司会者が引退を余儀なくされるなどがあり、半年で終了。）
- ACTであつこ（毎日広告社制作）[* 25]
- 遊びは!!ACT TV
- BBCニュースライン
- ニュースワイドCATCH
- ニュースCATCH
- アグリンチュ
- アミンチュ劇場
- タナブ倶楽部deどうでしょう
- 小西と吉田
- BBCへいらっしゃっせ〜
- すっぱいアミンチュ
- おうみをDIGZAG
- 豊かさのものさし
- みんなのアクト（23:50 - 翌0:20）
- アクトのPa!（ 0:30 - 0:50）
- 家〜イ!滋賀
- ☆きらめき☆マイスター
- Tudo Dem! SHIGA
- オウミDEおうた
- GO!GO!LAKES
- びわ湖ホールのある暮らし〜声楽アンサンブルの魅力〜
- しがのイチオシ!
- 勝利の盃
- 一互一得
- 西国三十三所 観音巡礼 祈りの旅（岐阜放送[ぎふチャン]・三重テレビ・京都放送[KBS京都]・サンテレビ・奈良テレビ・テレビ和歌山・BS11との共同制作）
- くらしセーフティー
- 情報ビワイチ 滋賀創生ゼミナール
- コベキャン!右肩アガリクイズ
- ぷらっと健康
- 天使の笑顔
- キラりん滋賀
- キョウミまんさい!
- 平和堂ママさんバレーボール大会
- ほしかの憧れ住宅情報
- 三成さんは滋賀をびわ湖だけとは言わせない
- SOSE編集部
- 自由王国 フリキン
- うますぎる栗東
- ニューノーマルの泉
- テレビ滋賀プラスワン[15]
- 食と農でココロとカラダの健康づくり

#### 日本テレビ系列
- 曇天に笑う

#### テレビ朝日系列
- 水曜どうでしょうClassic（北海道テレビ）

#### テレビ東京系列

##### 同時ネット

###### 報道・スポーツ
- 株式ニュース→Closing Bell→NEWS FINE（第1部）→Mプラス Express→L4 YOU!プラス
- BBCニュースTODAY[* 26]→TXNニュースワイド 夕方いちばん→TXNニュースアイ→速ホゥ!→NEWS FINE（第2部）→NEWSアンサー
- ワールドビジネスサテライト土曜版
- スポーツTODAY→スポーツ魂→メガスポ!→neo sports→ネオスポーツ the documentary!→追跡LIVE! Sports ウォッチャー

###### ワイドショー
- レディス4→L4 YOU!（途中で打ち切り）
- 未来世紀ジパング〜沸騰現場の経済学〜

###### バラエティ
- おはスタ（番組自体は継続中）[* 27]
- 解決!クスリになるテレビ
- 爛漫!モトどる3人娘
- クエス・ファイブ
- 所さん&おすぎの偉大なるトホホ人物伝
- 三宅式こくごドリル
- いきなり結婚生活
- TVチャンピオン
  - TVチャンピオン2
  - チャンピオンズ〜達人のワザが世界を救う〜
- 奥さまは外国人
- 元祖!でぶや
- 主治医が見つかる診療所
- 新説!?日本ミステリー
- ココリコミリオン家族
- 火曜セブン
- ペット大集合!ポチたま
- 田舎に泊まろう!
- ザ・逆流リサーチャーズ→逆流!シラベルトラベル
- 世界を変える100人の日本人! JAPAN☆ALLSTARS
- ピラメキーノG
- この日本人がスゴイらしい。 Brand New Japan
- 爆笑問題の大変よくできました!
- 空から日本を見てみよう
- 仰天クイズ! 珍ルールSHOW
- 〜どうぶつ冒険バラエティ〜ワンダ!
- ちょこっとイイコト 〜岡村ほんこん♥しあわせプロジェクト〜→家族になろう（よ）
- お金がなくても幸せライフ がんばれプアーズ!
- 腹ペコ!なでしこグルメ旅→ブラマリのいただきっ!
- そうだ旅（どっか）に行こう。
- トーキョーライブ22時
- クイズところ変れば!?
- クイズ赤恥青恥
- コレ考えた人、天才じゃね!? 〜今すぐ役立つ生活の知恵、集めました〜
- 〜突撃!はじめましてバラエティ〜イチゲンさん→イチゲンさん“おはつ”できますか?
- 水曜エンタ
- 一茂&良純の自由すぎるTV
- 先生、、、どこにいるんですか? 〜会って、どうしても感謝の言葉を伝えたい。〜
- チマタの噺
- 感涙!時空タイムス→発進!時空タイムス（テレビ大阪）
- 手紙バラエティ 三丁目のポスト（テレビ大阪）
- 和風総本家（テレビ大阪）
- SUPER GT+[* 28]
- 超かわいい映像連発!どうぶつピース!!

###### 音楽
- ヤンヤン歌うスタジオ
- 木曜8時のコンサート〜名曲!にっぽんの歌〜→金曜7時のコンサート〜名曲!にっぽんの歌〜

###### ドキュメンタリー
- 経済ドキュメンタリードラマ ルビコンの決断
- 女神のキセキ

###### ドラマ・コメディ
- 水曜ミステリー9
- 神様のカルテ
- ドラマプレミア10
- ドラマプレミア23
  - 珈琲いかがでしょう
  - シェフは名探偵
  - うきわ -友達以上、不倫未満-
  - じゃない方の彼女
  - ユーチューバーに娘はやらん!
  - 吉祥寺ルーザーズ
  - 赤いナースコール
  - 警視庁考察一課
  - ダ・カーポしませんか?
- ドラマホリック!

###### アニメ
- レレレの天才バカボン
- 侵略!イカ娘

###### 紀行
- にっぽん!いい旅
- 太川蛭子の旅バラ

##### 遅れネット

###### バラエティ
- 芸能人専用タクシー し〜たく
- 月曜エンタぁテイメント
- 月10万円で豊かに暮らせる町&村
- ハロー!モーニング。
- 神経質バラエティー 心配さん
- ド短期ツメコミ教育!豪腕!コーチング!!
- Ya-Ya-yah
- おもてなし音楽バラエティ むちゃ∞ブリ!
- お茶の間の真実〜もしかして私だけ!?〜
- たけしの誰でもピカソ
- 怒りオヤジ3
- 決着!歴史ミステリー
- ハロモニ@
- 遠藤淳
- 火曜エンタテイメント!
- アリケン
- 料理の怪人
- 週末YY JUMPing
- 月曜プレミア!
- やりすぎコージー
- トコトンハテナ
- ちょいとマスカット!→おねだりマスカットDX!→おねだりマスカットSP!→マスカットナイト・フィーバー!!!
- 週刊AKB→AKB子兎道場
- 今夜もドル箱V
- ポケモン☆サンデー→ポケモンスマッシュ!→ポケモンゲット☆TV→ポケモンの家あつまる?（途中打ち切り。番組自体は『ポケモンとどこいく!?』として継続中）
- リトルトーキョーライフ
- たけしのニッポンのミカタ!
- 二軒目どうする?〜ツマミのハナシ〜
- 乃木坂って、どこ?（テレビ愛知）
- 石橋勝のボランティア21（テレビ大阪）
- たかじんNOマネー〜人生は金時なり〜→たかじんNOマネー BLACK （テレビ大阪）
- おでかけ発見バラエティ かがくdeムチャミタス! （テレビ大阪）
- 開運!なんでも鑑定団 極上!お宝サロン（BSテレ東）
- TVチャンピオン極 〜KIWAMI〜（BSテレ東との共同制作）
- 〜夢のオーディションバラエティー〜Dreamer Z

###### 音楽
- ミューズの晩餐 My Song, My Life
- The Girls Live

###### ドキュメンタリー
- 〜空色グラフィティ〜君に会いたくて

###### ドラマ・コメディ
- 女と愛とミステリー
- モリのアサガオ 新人刑務官と或る死刑囚「絆」の物語
- 最上の命医
- 鈴木先生
- IS〜男でも女でもない性〜
- さばドル
- さぼリーマン甘太朗
- バイプレイヤーズシリーズ[25]
- テレビ演劇 サクセス荘
  - テレビ演劇 サクセス荘2
- 天 天和通りの快男児
- Re:Mind
- 新米姉妹のふたりごはん
- スモーキング
- ミリオンジョー
- ゆるキャン△
  - ゆるキャン△2
- サ道
- さすらい温泉♨遠藤憲一
- 来世ではちゃんとします
- ひとりキャンプで食って寝る
- 絶メシロード
- 猫
- 30歳まで童貞だと魔法使いになれるらしい
- 『ドラマ24』枠の連続ドラマ
  - 嬢王 Virgin→マジすか学園→モテキ→嬢王3 〜Special Edition〜→URAKARA→勇者ヨシヒコと魔王の城→ここが噂のエル・パラシオ→撮らないで下さい!!グラビアアイドル裏物語→クローバー→マジすか学園3→勇者ヨシヒコと悪霊の鍵→まほろ駅前番外地→みんな!エスパーだよ!→リミット→殺しの女王蜂→なぞの転校生→アオイホノオ→玉川区役所 OF THE DEAD→怪奇恋愛作戦→不便な便利屋→初森ベマーズ→孤独のグルメ Season5→東京センチメンタル→ナイトヒーロー NAOTO→侠飯〜おとこめし〜→勇者ヨシヒコと導かれし七人→孤独のグルメ Season6→下北沢ダイハード→新宿セブン→オー・マイ・ジャンプ! 〜少年ジャンプが地球を救う〜→孤独のグルメ Season7→GIVER 復讐の贈与者→忘却のサチコ→フルーツ宅配便→きのう何食べた?→Iターン→孤独のグルメ Season8→コタキ兄弟と四苦八苦→浦安鉄筋家族→あのコの夢を見たんです。→生きるとか死ぬとか父親とか→孤独のグルメ Season9
- 金曜8時のドラマ
  - 刑事吉永誠一 涙の事件簿→三匹のおっさん〜正義の味方、見参!!〜→マルホの女〜保険犯罪調査員〜→ラスト・ドクター〜監察医アキタの検死報告〜→新・刑事吉永誠一（第2シリーズ）→保育探偵25時〜花咲慎一郎は眠れない!!〜→三匹のおっさん2〜正義の味方、ふたたび!!〜→僕らプレイボーイズ 熟年探偵社→釣りバカ日誌〜新入社員 浜崎伝助〜→警視庁ゼロ係〜生活安全課なんでも相談室〜→ドクター調査班〜医療事故の闇を暴け〜→ヤッさん〜築地発!おいしい事件簿〜→石川五右衛門→三匹のおっさん3〜正義の味方、みたび!!〜→釣りバカ日誌 Season2〜新米社員 浜崎伝助〜→警視庁ゼロ係〜生活安全課なんでも相談室〜SECOND SEASON→ユニバーサル広告社〜あなたの人生、売り込みます!〜→警視庁ゼロ係〜生活安全課なんでも相談室〜SEASON5
- 土曜ドラマ24
  - 昼のセント酒→マッサージ探偵ジョー→居酒屋ふじ→フリンジマン〜愛人の作り方教えます〜
- ドラマBiz
  - ヘッドハンター→ラストチャンス 再生請負人
- ドラマホリック!
  - 死役所
  - 僕はどこから
  - レンタルなんもしない人
  - ゲキカラドウ
  - メンズ校
- ガールズ×戦士シリーズ
  - ひみつ×戦士 ファントミラージュ!
  - ポリス×戦士 ラブパトリーナ!
  - ビッ友×戦士 キラメキパワーズ!
- リズスタ -Top of Artists!-
- 恋のツキ
- おじさまと猫
- 春の呪い
- 山本周五郎人情時代劇（BSテレ東）
- 男と女のミステリー時代劇（BSテレ東）
- サイレント・ヴォイス 行動心理捜査官・楯岡絵麻（BSテレ東）
- ウルトラマンデッカー（本放送終了後に放送）
- 風のふく島（ドラマ25）
- トウキョウホリデイ（木ドラ24）
- マイ・ワンナイト・ルール（ドラマチューズ!）
- 晩餐ブルース（水ドラ25）

###### アニメ
- ヒカルの碁
- NARUTO -ナルト-
  - NARUTO -ナルト- 疾風伝
- とっとこハム太郎（第1期 - 第3期）
- きらりん☆レボリューション
- しゅごキャラ!
- 家庭教師ヒットマンREBORN!
- ケロロ軍曹（途中打ち切り）
- ポケットモンスターシリーズ
  - ポケットモンスター
  - ポケットモンスター アドバンスジェネレーション
  - ポケットモンスター ダイヤモンド&パール
  - ポケットモンスター ベストウイッシュ→ポケットモンスター ベストウイッシュ シーズン2
  - ポケットモンスター XY→ポケットモンスター XY&Z
  - ポケットモンスター サン&ムーン
  - ポケットモンスター（2019年版）
- しましまとらのしまじろう→はっけん たいけん だいすき! しまじろう→しまじろう ヘソカ
- D.Gray-man（第2作『D.Gray-man HALLOW』は未放送）
- ぷるるんっ!しずくちゃん→ぷるるんっ!しずくちゃん あはっ☆
- ひめチェン!おとぎちっくアイドル リルぷりっ
- ハヤテのごとく!→ハヤテのごとく!!
- たまごっち!（第3期『みらくるフレンズ』まで）
- スティッチ!
- プリティーシリーズ（セレクションは除く）
  - プリティーリズム・オーロラドリーム
  - プリティーリズム・ディアマイフューチャー
  - プリティーリズム・レインボーライブ
  - プリパラ
  - アイドルタイムプリパラ
  - キラッとプリ☆チャン
  - KING OF PRISM -Shiny Seven Stars-
  - ワッチャプリマジ!
- BLEACH
- バカとテストと召喚獣（第1期のみ）
- 毎日かあさん（途中打ち切り）
- 侵略!イカ娘
- ダンボール戦機
  - ダンボール戦機W
  - ダンボール戦機WARS
- イナズマイレブン
  - イナズマイレブンGO
    - イナズマイレブンGO クロノ・ストーン
    - イナズマイレブンGO ギャラクシー

  - イナズマイレブン アレスの天秤
  - イナズマイレブン オリオンの刻印
- ジュエルペットシリーズ（『てぃんくる☆』以前は未放送）
  - ジュエルペット サンシャイン
  - ジュエルペット きら☆デコッ!
  - ジュエルペット ハッピネス
  - レディ ジュエルペット
  - ジュエルペット マジカルチェンジ
- カードファイト!! ヴァンガードシリーズ（2011年版の第1期と第2期『アジアサーキット編』のみ放送）
- 遊☆戯☆王シリーズ
  - 遊☆戯☆王デュエルモンスターズ
  - 遊☆戯☆王デュエルモンスターズGX
  - 遊☆戯☆王5D's
  - 遊☆戯☆王ZEXAL→遊☆戯☆王ZEXAL II
  - 遊☆戯☆王ARC-V
  - 遊☆戯☆王VRAINS
  - 遊☆戯☆王SEVENS
- 銀魂シリーズ（第4期までの全シリーズを放送）
- アイカツ!
  - アイカツスターズ!（『アイカツフレンズ!』以降のシリーズは未放送）
- FAIRY TAIL
- 弱虫ペダル
  - 弱虫ペダル GRANDE ROAD
  - 弱虫ペダル NEW GENERATION
- 妖怪ウォッチ
  - 妖怪ウォッチ シャドウサイド
  - 妖怪ウォッチ!
  - 妖怪学園Y 〜Nとの遭遇〜
  - 妖怪ウォッチ♪
- デュエル・マスターズシリーズ（シリーズ自体は継続中）
  - デュエル・マスターズ VSRF
  - デュエル・マスターズ（ジョー編）
  - デュエル・マスターズ!
  - デュエル・マスターズ!!
  - デュエル・マスターズ キング
  - デュエル・マスターズ キング!
  - デュエル・マスターズ キングMAX
  - デュエル・マスターズ WIN
- おそ松さん（第2期）
- ワンパンマン
- キャプテン翼（第4作）
- ふるさと再生 日本の昔ばなし
- 斉木楠雄のΨ難シリーズ
- 夏目友人帳シリーズ
- フューチャーカード バディファイト→フューチャーカード バディファイトX（テレビ愛知制作）
- シャドウバース（本放送終了後に放送）
- ドラゴンクエスト ダイの大冒険
- 境界戦機[* 29]
- 新幹線変形ロボ シンカリオンZ（本放送終了後に放送）
- すとぷりくえすとっ！

など

###### 紀行・旅
- 地球街道
- ドラGO!
- 朝の!さんぽ道
- 遊びに行こっ!（テレビ愛知）
- 花田☆温水 おじさんぽ（テレビ愛知）
- きらり九州めぐり逢い（TVQ九州放送）
- にっぽん原風景紀行（BSテレ東）
- トムさんの田舎のごちそう（BSテレ東）
- まさはる君が行く!ポチたまペットの旅（BSテレ東）

###### その他
- 池上彰の経済教室（途中で打ち切り）
- AI・DOLプロジェクト
- 日曜ゴルフっしょ!
- Qっと!サイエンス（テレビ大阪)
- 発掘!!ぱちんこスター パチの穴（テレビ大阪）
- かがくdeムチャミタス!（テレビ大阪）
- P-1パチとも倶楽部（テレビ大阪）
- センチュリー21レディスゴルフトーナメント（大津市の瀬田ゴルフコース西コースで開催された2017年・2018年大会を同日時差放送していた。2019年をもって大会終了[26]）
- ゴルフ侍、見参!（BSテレ東 途中で打ち切り）

#### フジテレビ系列
- ラーゼフォン
- ふるさと紀行（東海テレビ）

#### その他
- ハーベストタイム
- パチンコ・パチスロ大冒険ジャンバリ〜黄金ホールに眠る秘宝〜
- ダーリン・イン・ザ・フランキス（ABCアニメーション・TOKYO MX・BS11・メ～テレ共同製作）
- ニュース女子（DHCテレビ）
- スーパーブック

## テレビアニメ放映事情
びわ湖放送は、テレビ東京から番組販売を通じて購入した全日帯の番組を、夕方を中心にしばしば遅れネットで放送している（早朝に放送される作品もある）。中には、『家庭教師ヒットマンREBORN!』（第118話以降）のようにテレビ東京系列外（地上波）では唯一ネットした作品も散見される（アニメ関連の情報番組も含めれば『アニソンぷらす』も該当する）。
2000年代後半には、テレビ東京系列の深夜アニメの一部を平日夕方の全国ニュースとローカルニュースの間に挟まれる形で複数遅れネットした。2010年代は深夜アニメのネットは減少に転じ、2020年10月現在はいわゆるUHFアニメを含め散発的な放送に留まっている。その代わりに、2010年代後半以降は『BORUTO-ボルト- -NARUTO NEXT GENERATIONS-』のようにテレビ東京系列で全日帯に放送される作品を深夜帯に編成する事例も見られるようになった。
2014年秋には、滋賀県大津市が舞台で原作者が県内に在住しているという縁で、日本テレビ製作の『曇天に笑う』をネット受けした。
2018年1月 - 3月にネットした『ダーリン・イン・ザ・フランキス』は朝日放送テレビでも同じ時期に放送されたため、滋賀県内では同じ番組を地上波で週に2度視聴できる珍しい事例が生じた。

## 放送チャンネル・サービスエリア

### デジタル放送概要
送信所（親局）
- 大津市宇佐山[* 34]
- コールサイン：JOBL-DTV[* 35]
- チャンネル：20ch
- リモコンキーID：3
- 空中線電力：100W
- 実効輻射電力：720W

中継局
- 彦根 - 29ch
- 甲西 - 29ch
- 石山 - 20ch
- 大津藤尾 - 20ch
- 八日市 - 48ch
- 甲賀大原 - 29ch
- 大津山中 - 20ch●
- 信楽 - 52ch
- 高月高野 - 45ch
- マキノ海津 - 35ch
- 土山鮎河 - 29ch[* 36]
- 土山大河原 - 20ch[* 36]
- 菩提寺 - 45ch●
- 日野鎌掛 - 29ch
- 葛川細川上 - 29ch●
- 葛川細川下 - 29ch●
- 葛川貫井 - 29ch●
- 甲西岩根 - 45ch●
  - ●印の中継局は、デジタル新局として開局した中継局。

京都府・福井県で視聴してもそのまま「3」となる。
岐阜県と三重県はNHK総合テレビが「3」のため、031-1となる。

### アナログ放送概要
2011年7月24日終了時点。
送信所
- 大津市宇佐山
  - コールサイン：JOBL-TV[* 35]
  - チャンネル：30ch

|      | 空中線電力 | 実効輻射電力 |
| ---- | ---------- | ------------ |
| 映像 | 1kW        | 7.2kW        |
| 音声 | 250W       | 1.8kW        |

中継局
- 彦根 - 56ch
- 甲西 - 53ch
- 山東 - 53ch
- 石山 - 41ch
- 朽木 - 42ch
- 木之本 - 42ch
- 朽木葛川 - 32ch
- 信楽 - 41ch
- 八日市 - 41ch
- 大津藤尾 - 41ch
- 甲賀大原 - 41ch
- 土山鮎河 - 47ch
- 土山大河原 - 51ch
- 甲西妙感寺 - 56ch
- 永源寺甲津畑 - 56ch
- 米原枝折 - 56ch
- 多賀四手 - 35ch
- 高月高野 - 56ch
- 日野鎌掛 - 56ch
- 八日市鳴谷 - 56ch
- マキノ海津 - 42ch
- 大津比叡平 - 56ch
- 西浅井 - 41ch

### サービスエリア
- 滋賀県のほぼ全域、および京都府京都市山科区・宇治市山間部・宇治田原町山間部、京田辺市の一部、三重県伊賀市、福井県嶺南の各一部地域。
- 岐阜県や三重県で受信できる場合、NHK総合もリモコンキーIDに「3」を使用するため、当局は「031」の後に枝番が付く。
- 区域外再放送を行っているケーブルテレビ局は、民間放送局が2局しかない福井県の嶺南ケーブルネットワーク・美方ケーブルネットワーク・福井ケーブルテレビ南えちぜん支局である。

## アナウンサー・番組キャスター
当社には長年専門職としてのアナウンサーは存在せず、会社として正式に認知する「アナウンサー」は在籍していなかった。
社員は基本的に総合職として採用されており、その中からアナウンス適性があると判断された人物がアナウンス業務を行う形式をとる。また、学生時代に、課外活動で記者やアナウンスを経験したり、アナウンススクールで訓練していた者もいる。小規模な会社であることから、入社した者は何でもやらなければならない。アナウンサーとして広く認知されていたと思われる牧田衞活も記者やディレクターとしての仕事も日常的に行っていた他、入社時にディレクターとして採用された小西あゆ香が後にアナウンサーとしての活動も手がけるようになり、退職した牧田衞活の穴を埋める形で地上デジタル放送推進大使“TEAM2011”のメンバーにもなった。
2021年4月にアナウンスルームとアナウンス部公式ツイッタ―アカウントが開設された。
このほか番組出演契約という形で、外部プロダクション所属のフリーアナウンサーを起用している。

### 男性
社員
- 塚本京平 - 元岩手朝日テレビアナウンサー。
- 白髭健次
- 中野亮佑
- 関陽樹

フリー・外部登用
- 橘秀明（Jプロダクション所属）
- 塩山雄基（オフィスBAN所属）
- 羽川英樹（個人事務所ビッグフェイス代表、元読売テレビアナウンサー）※

※『キラりん滋賀』金曜日司会。
- Jeronimo Gehres（ブラジル国籍。滋賀県の国際交流員として観光交流局に勤務）

### 女性
社員
- 坂田しのぶ
- 小西あゆ香
- 吉田恵子
- 藤田有紀 - サン放送アカデミー出身[29]。
- 木場仁美 - 生田教室出身[30]、NHK大津放送局契約職員を経て入社。
- 黒川彩子 - セイアカデミー出身[31]。

フリー・外部登用
- 南あずさ（オフィスキイワード所属）
- 塩崎綾（舞夢プロ所属）※
- 武村陽子（MC企画所属）※

※塩崎、武村の両名は『キラりん滋賀』のみ出演。
- 岡山瞳（松竹芸能所属）※

※『キラりん滋賀』金曜日以外にも担当番組あり。
- 毛利聡子（舞夢プロ所属）
- 藤川恭子（所属不明）
- 山本愛子（ボイスプロダクション所属）

#### 過去の社員「アナウンサー」
- 牧田衞活（元“アミンチュ戦略部次長”、現在はオフィスマッキー代表として、スポーツ実況のほかに、『滋賀経済NOW』、『キラりん滋賀』月曜日を担当している。）[24]
- 堀井哲朗（現在は関西地区を中心にフリーアナウンサーとして活動しており、びわ湖放送にも出演。）
- 林久美子（報道部キャスター）
- 川南寿賀子（元びわ湖放送アナウンサー 婦人トピックス1982年 - 1990年など担当　2022年9月30日金曜オモロしが「私とびわ湖放送」録画出演）
- 松永五九雄（現在は長野朝日放送記者[32]。生田教室出身[30]。高校サッカー選手権などのスポーツ中継も担当。）